# Maesa tetrandra
Maesa tetrandra är en viveväxtart som först beskrevs av William Roxburgh, och fick sitt nu gällande namn av Dc. Maesa tetrandra ingår i släktet Maesa och familjen viveväxter. Inga underarter finns listade i Catalogue of Life.